# Lacey Sturm
Pour les articles homonymes, voir Mosley.
Lacey Sturm (née Lacey Nicole Mosley le 4 septembre 1981 à Homestead en Floride) est de nouveau la chanteuse du groupe Flyleaf (depuis 2022).

## Biographie
Lacey Mosley, l'ancienne fondatrice et chanteuse du groupe Flyleaf est née le 4 septembre 1981, à Homestaed, en Floride. Elle a grandi dans une famille de six enfants, avec sa mère. Quand elle était adolescente, elle était athée. Lacey avoue avoir pris de la drogue à l'âge de 10 ans. « J'ai commencé à prendre de la drogue à l'âge de dix ans. Je savais que c'était stupide, mais tout ce qui pouvait me séparer de ma famille et de ma situation me semblait bien » déclara Lacey.
À quatorze ans, Lacey reçoit une basse. C'est ainsi qu'elle commence à jouer des chansons de Green Day et Nirvana. À seize ans, elle se dispute avec sa mère et quitte sa maison de Homestead, pour partir vivre avec ses grands-parents à Gulfport, dans l'État du Mississippi. C'est à cette époque qu'elle rejoint un groupe qui cherchait un bassiste. Par la suite, elle en devint la chanteuse et parolière. Lacey avait beaucoup de choses a raconter et ces choses notamment sur l’athéisme et des allusions sombres générales. Cette situation causa une irritation dans le groupe car personne n'attribuait autant d'importance à ces thèmes que Lacey. À la suite d'un désaccord avec les autres membres, elle quitte le groupe.
À ses 16 ans, elle pensait qu'elle était à la fin de tout ; elle voulait se suicider. Un jour, elle a eu une crise colérique et s'est coupé les cheveux. Quand sa grand-mère l'a vue, elle s'est vraiment énervée et a décidé de l'amener à l'église. Lacey qui allait là simplement pour faire taire sa grand-mère a été ébahie après avoir parlé avec un prêtre. Après cette conversation, elle devient croyante et quitte sa petite-amie. Elle part, ensuite, à Temple au Texas, où elle rencontre James Culpepper, un autre bassiste. Peu après viendront s'ajouter Jared Hartmann et Sameer Bhattacharya deux guitaristes dont l'ancien groupe s'est dissout. Le dernier à intégrer le groupe sera Pat Seals.
Elle se marie le 6 septembre 2008 avec Joshua Sturm, membre du groupe Kairos. Elle accouche le 1er avril 2011 d'un petit garçon Joshua « Jack » Lewis Sturm, son deuxième prénom vient de C. S. Lewis qui est l'un des auteurs préférés de Lacey.
En 2012, Lacey et le groupe annoncent le départ de celle-ci de la formation, laissant place à Kristen May au poste de chanteuse. Elle continue ensuite sa carrière de chanteuse en solo, avec la parution du l'album Life Screams, le 12 février 2016.

## Discographie

### Single
- The Reason - My Hope
- Mercy Tree - My Hope
- Heavy Prey - Underworld: Awakening Soundtrack ft. Geno Lenardo (2012)

### Featuring
- Apocalyptica - Broken Pieces (2010)
- We as Human (en) - Take The Bullets Away (2013)
- Third Day - Born Again
- David Crowder Band (en) - The Nearness
- Orianthi - Courage (2010)
- Skillet - Breaking Free (2017)
- Breaking Benjamin - Dear Agony (2020)
- All Good Things - Hold On (2022)

## Sources et références
1. ↑  (en) « Lacey Sturm Found Jesus & Left Suicide, Drugs, and Homosexuality Behind; Died to Self and was Spiritually Reborn (INTERVIEW 2) », sur breathecast.com, 11 septembre 2014
2. ↑  Lacey Sturm, The reason : how I discovered a life worth living, 2014 (ISBN 978-1-4412-4652-3 et 1-4412-4652-5, OCLC 891651880, lire en ligne)
3. ↑  (en) « Fuse », sur Fuse (consulté le 17 mars 2021)
4. ↑  (en) Life Screams - Lacey Sturm | Songs, Reviews, Credits | AllMusic (lire en ligne)